# Academset

Estructura planeada para Academset

Academset (en ruso: Академсеть: , Red Académica), o  la red Académica de toda la Unión — era una red de ordenadores  para proporcionar de conexión digital a instituciones científicas y civiles por toda la URSS, establecida en 1978. Después de la disolución de la Unión Soviética Academset fue recreada bajo el nombre ROKSON (en ruso: РОКСОН), y hoy en día sus componentes aún activos pueden ser considerados como una red de área local dentro de Runet (en ruso: Рунет) y de Internet.

## Creación y desarrollo
En 1974 en Leningrado, en el Instituto Físico-Técnico Ioffe, se estableció una subdivisión de informática de la Academia de Ciencias de la Unión Soviética (АН СССР/Un SSSR) llamada  Centro de Computación de Leningrado (ЛВЦ/LVC) . El objetivo principal del LVC era la creación del Centro de Informática de Uso Colectivo (ВЦКП/VCKP) para personal de todas las instituciones (más de 40) del Centro Científico de Leningrado (ЛНЦ/LNC). Se demostró tan eficaz que fue especialmente reconocida por la Academia de Ciencias  y las autoridades de la ciudad y del estado, y hacia finales de 1977 el VCKP era utilizado por unas 15 instituciones científicas de ciudad, que explotaban el poder de computación del Centro. Después de aquello, el Presidium de la Academia de Ciencias pidió al Gobierno de la Unión Soviética que convertiera el LVC en Centro de Investigación Informática de Leningrado (ЛНИВЦ/LNIVC) que fue fundado el 19 de enero de 1978. Instituciones no académicas, incluyendo fábricas, empezaron a unirse a su red informática. Esta red fue conocida con el nombre de ИВСКП/IVSKP — "Sistema de información y computación para uso colectivo".
En 1982 en Moscú, se estableció una institución de investigación específica, VNIIPAS, para servir como el nodo central de Academset con el extranjero, teniendo una conexión x.25 con Austria al Instituto Internacional de Análisis de Sistemas Aplicados.